# Élisabeth-Anne de Prusse
Élisabeth-Anne de Prusse (8 février 1857 – 28 août 1895) est une princesse allemande. Elle est le deuxième enfant de Frédéric-Charles de Prusse et de Marie-Anne d'Anhalt-Dessau.

## Famille
Le père d’Élisabeth, Frédéric-Charles de Prusse est le fils aîné de Charles de Prusse, un des plus jeunes fils de Frédéric-Guillaume III de Prusse. Sa mère Marie-Anne d'Anhalt-Dessau est une fille de Léopold IV d'Anhalt et de la princesse Frédérique-Wilhelmine de Prusse. 
Élisabeth-Anne est la marraine de sa nièce Patricia de Connaught.

## Mariage
Le 18 février 1878 à Berlin, Élisabeth-Anne épouse Frédéric-Auguste II d'Oldenbourg. Le même jour, la princesse Charlotte de Prusse, fille de Frédéric III et de la princesse Victoria du Royaume-Uni, épouse Bernard III de Saxe-Meiningen-Hildburghausen. Ces mariages sont les premiers depuis que la Prusse est devenu l'Empire allemand en 1871. Pour cette raison, de nombreuses personnalités y assistent, y compris le roi Léopold II de Belgique et son épouse Marie-Henriette de Habsbourg-Lorraine. Le prince de Galles est aussi présent, Charlotte étant sa nièce. Frédéric-Auguste déclare être heureux avec sa belle et charmante épouse, et leur mariage est harmonieux. 
Élisabeth-Anne et son mari ont deux filles :
- Sophie-Charlotte d'Oldenbourg (2 février 1879 – 29 mars 1964) ; épouse en 1906 le prince Eitel-Frédéric de Prusse (divorcés en 1926) ;
- Marguerite (13 octobre 1881 – 20 février 1882).

Élisabeth meurt le 28 août 1895, avant que son mari ne devienne grand-duc. Avant sa mort, son mari avait fait construire un nouveau palais ; après sa mort, Frédéric, le baptise « Palais Elisabeth-Anna » en son honneur. Son époux se remarie le 24 octobre 1896 avec Élisabeth-Alexandrine de Mecklembourg-Schwerin, fille de Frédéric-François II de Mecklembourg-Schwerin. Elle repose au mausolée ducal d'Oldenbourg.

## Sources
- Catherine Radziwill, Memories of Forty Years, Londres, Funk & Wagnalls Company, 1915